# Хаббард, Элизабет
Элизабет Хаббард (англ. Elizabeth Hubbard; 22 декабря 1933, Нью-Йорк, Нью-Йорк — 8 апреля 2023, Роксбери) — американская актриса, наиболее известная по ролям во множестве дневных мыльных опер.

## Биография
Хаббард играла в мыльных операх «Направляющий свет», «На пороге ночи» и «Одна жизнь, чтобы жить», но наибольшей известности добилась благодаря «Докторам» и «Как вращается мир», в которых снималась на протяжении десятилетий. Она получила премию «Эмми» за лучшую женскую роль в драматическом сериале в 1974 году за «Доктора» и два года спустя за роль в телефильме «Дневник первой леди: Эдит Уилсон». Она также восемь раз номинировалась на премию за роль в «Как вращается мир». Она стала первой американкой, получившей серебряную медаль в Королевской академии драматического искусства в Лондоне. Помимо работы в мыльных операх, Хаббард выступала на бродвейской сцене и появилась в кинофильмах «Под стеклянным колпаком», «Обыкновенные люди» и «Авансцена».
С 1968 по 1973 год была замужем за меховщиком Дэвидом Джорджем Трухильо (Беннеттом). У них был сын Джереми, который родился в 1971 году.
Хаббард умерла от рака в своём доме в Роксбери, штат Коннектикут, 8 апреля 2023 года в возрасте 89 лет.

## Фильмография
| Год       |     | Русское название                | Оригинальное название              | Роль                       |
| --------- | --- | ------------------------------- | ---------------------------------- | -------------------------- |
| 1962      | с   | Направляющий свет               | Guiding Light                      | Энн Бенедикт Флетчер       |
| 1963      | с   | На пороге ночи                  | The Edge of Night                  | Кэрол Креймер              |
| 1964—1982 | с   | Доктора                         | The Doctors                        | доктор Алтея Дейвис        |
| 1966      | кор | —                               | American Roulette                  | н/д                        |
| 1970      | с   | Виргинец                        | The Virginian                      | Мэри Маршалл               |
| 1970      | с   | Доктор Маркус Уэлби             | Marcus Welby, M.D.                 | доктор Гарднер             |
| 1970      | с   | Театр NET                       | NET Playhouse                      | королева Эмма              |
| 1970      | ф   | Я никогда не пел отцу           | I Never Sang for My Father         | Пегги                      |
| 1976      | тф  | —                               | First Ladies Diaries: Edith Wilson | Эдит Уилсон                |
| 1979      | ф   | —                               | The Bell Jar                       | Викки Сент Джон            |
| 1980      | ф   | Обыкновенные люди               | Ordinary People                    | Рут                        |
| 1982      | ф   | —                               | Cold River                         | Полин Худ Эллисон          |
| 1983—1984 | с   | Одна жизнь, чтобы жить          | One Life to Live                   | Эстель Чедуик              |
| 1984—2010 | с   | Как вращается мир               | As the World Turns                 | Люсинда Уолш               |
| 1992      | с   | Закон и порядок                 | Law & Order                        | миссис Клири               |
| 2000      | ф   | Авансцена                       | Center Stage                       | Джоан Миллер               |
| 2002      | с   | Убойная служба                  | The Job                            | тёща Майка                 |
| 2005      | с   | Королева экрана                 | Hope & Faith                       | Арлин                      |
| 2006      | ф   | Психоанализ                     | The Treatment                      | Клэр Маршалл               |
| 2008      | с   | Жизнь на Марсе                  | Life on Mars                       | мама Сэма из мыльной оперы |
| 2009      | с   | Хорошие времена, плохие времена | Goede tijden, slechte tijden       | Сейр Пойндекстер           |
| 2015—2018 | с   | —                               | Anacostia                          | Ива Монтгомери             |